# Élections législatives de 1993 en Haute-Corse
Les élections législatives françaises de 1993 se déroulent les 21 et 28 mars 1993. Dans le département de la Haute-Corse, deux députés sont à élire dans le cadre de deux circonscriptions.

## Élus
| Circonscription | Député sortant                               | Parti | Parti | Député élu ou réélu | Parti | Parti |
| --------------- | -------------------------------------------- | ----- | ----- | ------------------- | ----- | ----- |
| 1re             | Roger Franzoni suppléant de Émile Zuccarelli |       | MRG   | Émile Zuccarelli    |       | MRG   |
| 2e              | Pierre Pasquini                              |       | RPR   | Pierre Pasquini     |       | RPR   |

## Résultats

### Résultats à l'échelle du département
| Parti          | Parti                                 | Premier tour | Premier tour | Second tour | Second tour | Sièges |
| Parti          | Parti                                 | Voix         | %            | Voix        | %           | Sièges |
| -------------- | ------------------------------------- | ------------ | ------------ | ----------- | ----------- | ------ |
|                | Divers droite                         | 11 172       | 18,23        | 12 170      | 22,15       | 0      |
|                | Union pour la démocratie française    | 9 313        | 15,20        | 14 464      | 26,32       | 0      |
|                | Rassemblement pour la République      | 8 097        | 13,22        | 12 950      | 23,57       | 1      |
|                | Union pour la France                  | 28 582       | 46,65        | 39 584      | 72,04       | 1      |
|                |                                       |              |              |             |             |        |
|                | Mouvement des radicaux de gauche      | 11 812       | 19,28        | 15 364      | 27,96       | 1      |
|                | Parti socialiste                      | 2 244        | 3,66         |             |             | 0      |
|                | Alliance des Français pour le progrès | 14 056       | 22,94        | 15 364      | 27,96       | 1      |
|                |                                       |              |              |             |             |        |
|                | Régionaliste                          | 7 785        | 12,71        |             |             | 0      |
|                | Extrême gauche                        | 3 884        | 6,34         | 0           |             |        |
|                | Parti communiste français             | 3 847        | 6,28         | 0           |             |        |
|                | Front national                        | 2 100        | 3,43         | 0           |             |        |
|                | Le Trèfle - Les nouveaux écologistes  | 892          | 1,46         | 0           |             |        |
|                | Divers                                | 121          | 0,20         | 0           |             |        |
|                |                                       |              |              |             |             |        |
| Inscrits       | Inscrits                              | 90 960       | 100,00       | 90 918      | 100,00      | 2      |
| Abstentions    | Abstentions                           | 28 206       | 31,01        | 31 871      | 35,05       |        |
| Votants        | Votants                               | 62 754       | 68,99        | 59 047      | 64,95       |        |
| Blancs et nuls | Blancs et nuls                        | 1 487        | 2,37         | 4 099       | 6,94        |        |
| Exprimés       | Exprimés                              | 61 267       | 97,63        | 54 948      | 93,06       |        |

### Résultats par circonscription

#### Première circonscription (Bastia)
| Candidat       | Candidat                       | Parti                | Premier tour | Premier tour | Second tour | Second tour |  |
| Candidat       | Candidat                       | Parti                | Voix         | %            | Voix        | %           |  |
| -------------- | ------------------------------ | -------------------- | ------------ | ------------ | ----------- | ----------- |  |
|                | Jean Baggioni                  | UDF (PR)             | 9 313        | 34,45        | 14 464      | 48,49       |  |
|                | Émile Zuccarelli sortant réélu | MRG (ADFP)           | 7 485        | 27,69        | 15 364      | 51,51       |  |
|                | Massimu Simeoni                | Extrême gauche (ANC) | 3 884        | 14,37        |             |             |  |
|                | Michel Stefani                 | PCF                  | 2 189        | 8,1          |             |             |  |
|                | Antoine Gandolfi               | Divers droite        | 1 775        | 6,57         |             |             |  |
|                | Claude Leonardi                | FN                   | 1 101        | 4,07         |             |             |  |
|                | Marie-Joséphine Bellagamba     | Régionaliste         | 761          | 2,82         |             |             |  |
|                | Sylvie Mary                    | LT-LNÉ               | 523          | 1,93         |             |             |  |
|                |                                |                      |              |              |             |             |  |
| Inscrits       | Inscrits                       | Inscrits             | 40 458       | 100,00       | 40 446      | 100,00      |  |
| Abstentions    | Abstentions                    | Abstentions          | 12 610       | 31,17        | 9 262       | 22,9        |  |
| Votants        | Votants                        | Votants              | 27 848       | 68,83        | 31 184      | 77,1        |  |
| Blancs et nuls | Blancs et nuls                 | Blancs et nuls       | 817          | 2,93         | 1 356       | 4,35        |  |
| Exprimés       | Exprimés                       | Exprimés             | 27 031       | 97,07        | 29 828      | 95,65       |  |

#### Deuxième circonscription (Corte - Calvi)
| Candidat       | Candidat                      | Parti             | Premier tour | Premier tour | Second tour | Second tour |  |
| Candidat       | Candidat                      | Parti             | Voix         | %            | Voix        | %           |  |
| -------------- | ----------------------------- | ----------------- | ------------ | ------------ | ----------- | ----------- |  |
|                | Pierre Pasquini sortant réélu | RPR (UPF)         | 8 097        | 23,65        | 12 950      | 51,55       |  |
|                | Paul Patriarche               | Divers droite     | 6 309        | 18,43        | 12 170      | 48,45       |  |
|                | Edmond Simeoni                | Régionaliste (CN) | 5 538        | 16,18        |             |             |  |
|                | Antoine-Louis Luisi           | MRG               | 4 327        | 12,64        |             |             |  |
|                | Jean-Charles Colonna          | Divers droite     | 3 088        | 9,02         |             |             |  |
|                | Robert Alberti                | PS (ADFP)         | 2 244        | 6,55         |             |             |  |
|                | François-Xavier Riolacci      | PCF               | 1 658        | 4,84         |             |             |  |
|                | Pierre-François Maushart      | Régionaliste      | 1 298        | 3,79         |             |             |  |
|                | Robert Jacob Dit Luzie        | FN                | 999          | 2,92         |             |             |  |
|                | Marie-Antoinette Guilevert    | LT-LNÉ            | 369          | 1,08         |             |             |  |
|                | Gérard Vincenti               | Régionaliste      | 188          | 0,55         |             |             |  |
|                | Joseph Ricco                  | Divers            | 121          | 0,35         |             |             |  |
|                |                               |                   |              |              |             |             |  |
| Inscrits       | Inscrits                      | Inscrits          | 50 502       | 100,00       | 50 472      | 100,00      |  |
| Abstentions    | Abstentions                   | Abstentions       | 15 596       | 30,88        | 22 609      | 44,8        |  |
| Votants        | Votants                       | Votants           | 34 906       | 69,12        | 27 863      | 55,2        |  |
| Blancs et nuls | Blancs et nuls                | Blancs et nuls    | 670          | 1,92         | 2 743       | 9,84        |  |
| Exprimés       | Exprimés                      | Exprimés          | 34 236       | 98,08        | 25 120      | 90,16       |  |